# Ulmus pumila
Espèce
Classification phylogénétique
L'Orme de Sibérie (Ulmus pumila) est une espèce de plantes à fleurs de la famille des Ulmacées. C'est un arbre à ne pas confondre avec le Faux Orme de Sibérie (Zelkova carpinifolia).

## Répartition
Ulmus pumila est originaire d’Asie centrale (Sibérie orientale, Mongolie, Tibet, nord de la Chine, nord du Cachemire et Corée),,. Il est également connu sous les noms d'orme asiatique ou d'orme nain. C’est la dernière espèce d’arbre rencontrée dans les régions semi-désertiques de l’Asie centrale. Il aurait été introduit aux États-Unis en 1905 par le Prof. J. G. Jack, Ulmus pumila a depuis été largement cultivé partout sur le continent américain, en Asie et, dans une moindre mesure, en Europe du Sud. Il s'est naturalisé aux Etats-Unis.

## Description
L’orme de Sibérie est un arbre de taille petite à moyenne, à feuilles caduques, souvent buissonnant. A maturité, il peut s'élever à une hauteur de 25 mètres, son tronc pouvant atteindre 1 mètre de diamètre.
L'écorce est gris foncé, fissurée irrégulièrement dans le sens de la longueur du tronc. Les branches sont gris jaunâtre, glabres ou pubescentes, sans couche liégeuse, et parsemées de lenticelles.
Les bourgeons d'hiver sont globuleux à ovoïdes de couleur brun foncé à brun rouge, 
Les feuilles sont caduques, portées par un pétiole pubescent de 4-10 mm, leur limbe est elliptique-ovale à elliptique-lancéolé (2-8 x 1,2-3,5 cm), elles deviennent jaunes en automne.
Les fleurs sont apétales, elles apparaissent avant les feuilles au début du printemps. Chaque fleur mesure environ 3 mm de diamètre avec un calice vert à 4-5 lobes, 4-8 étamines à anthères rouge brunâtre  et un pistil vert avec un style à deux lobes,. Elles sont disposées en faisceaux sur les rameaux de l'année précédente,. la pollinisation est  anémogame. Les fleurs qui émergent au début du mois de février sont souvent endommagées par le gel (ce qui a entraîné l'abandon de l'espèce dans le programme néerlandais de reproduction de l'orme).
Les fruits (samares de 1–1,5 cm de long avec une encoche à leur extrémité) sont dispersés par le vent .
La floraison et la fructification ont lieu de mars à mai. Ploïdie : 2n = 28.
L'arbre se reproduit également par drageonnage.

L’arbre atteint rarement plus de 60 ans dans les climats tempérés, mais il peut vivre de 100 jusqu'à 150 ans dans son milieu d’origine. Un spécimen géant situé à 45 km au sud-est de Khan bogd dans le sud du désert de Gobi avait  une circonférence de 5,55 m en 2009 et devait dépasser les 250 ans (évaluation basée sur la largeur moyenne des cernes annuels d’autres U. pumila dans cette région).

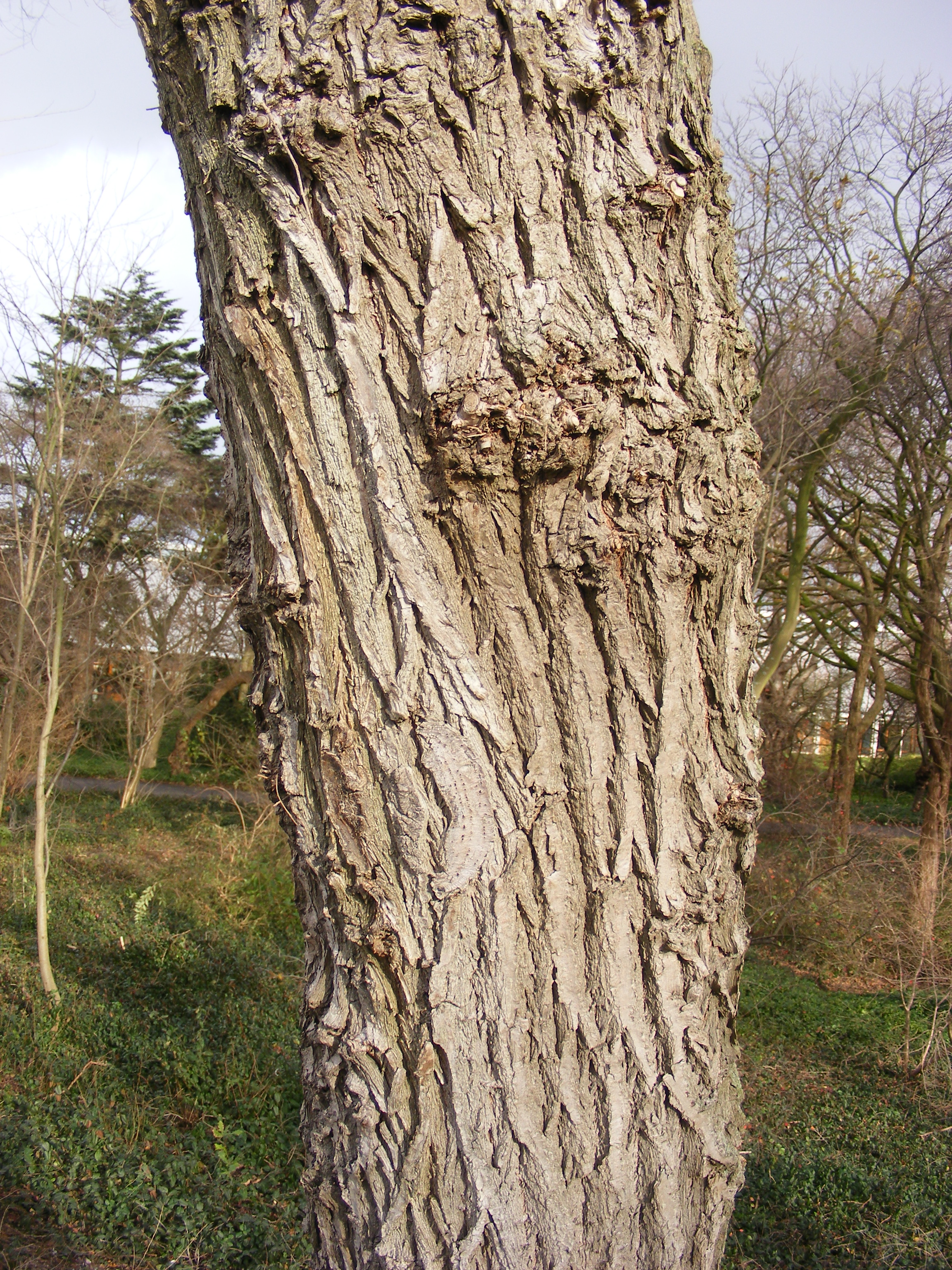
Tronc.
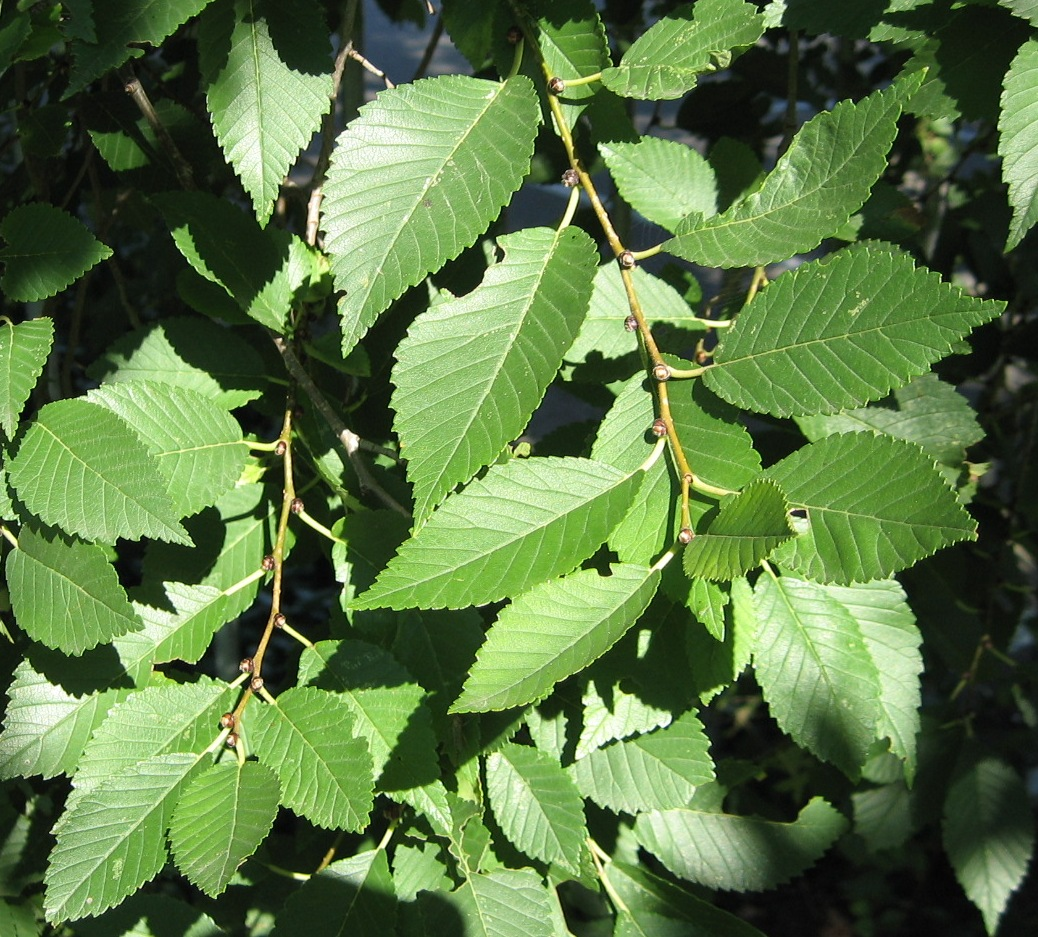
Feuilles d'été.
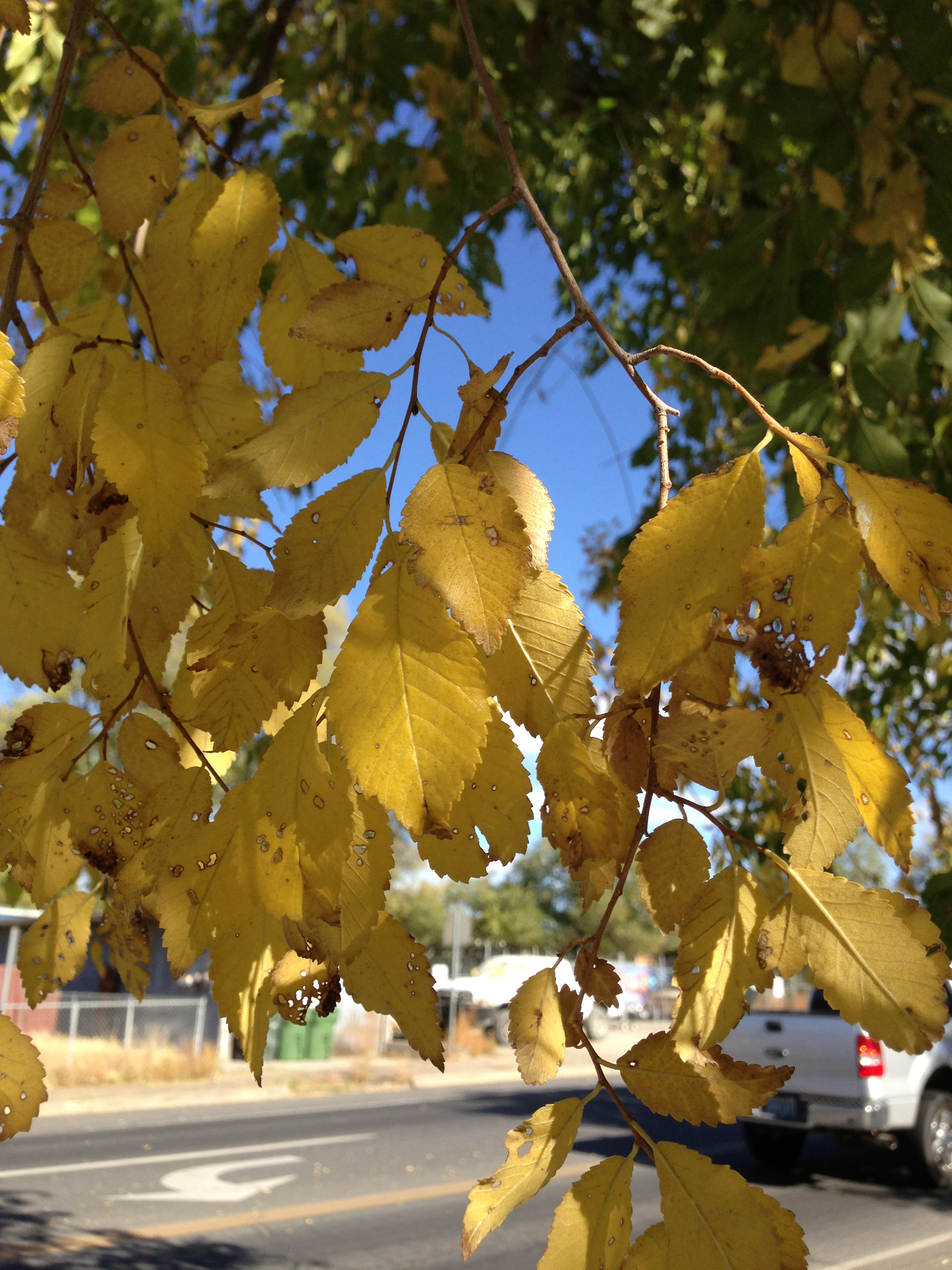
Feuilles d'automne.
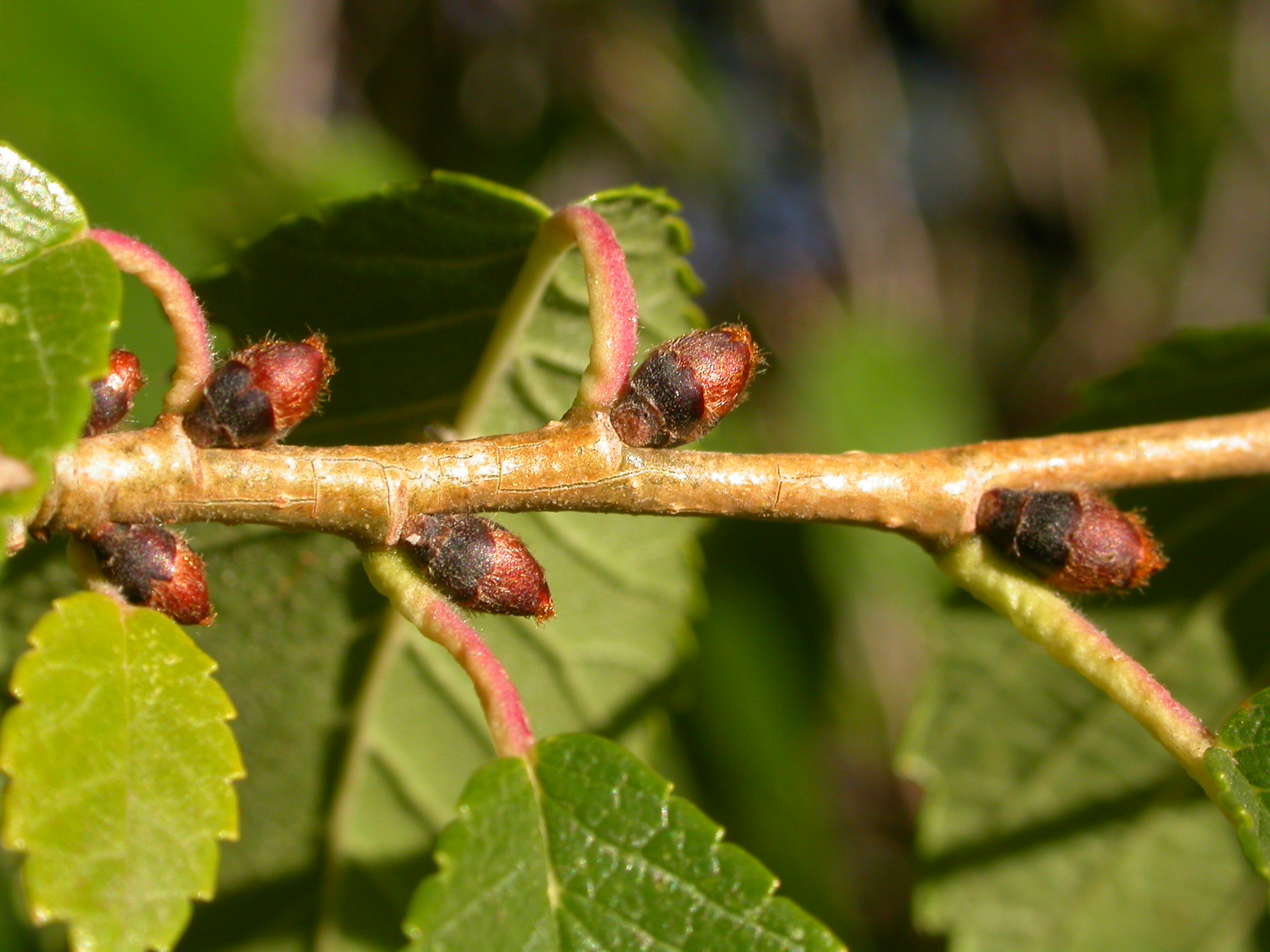
Bourgeons axillaires.
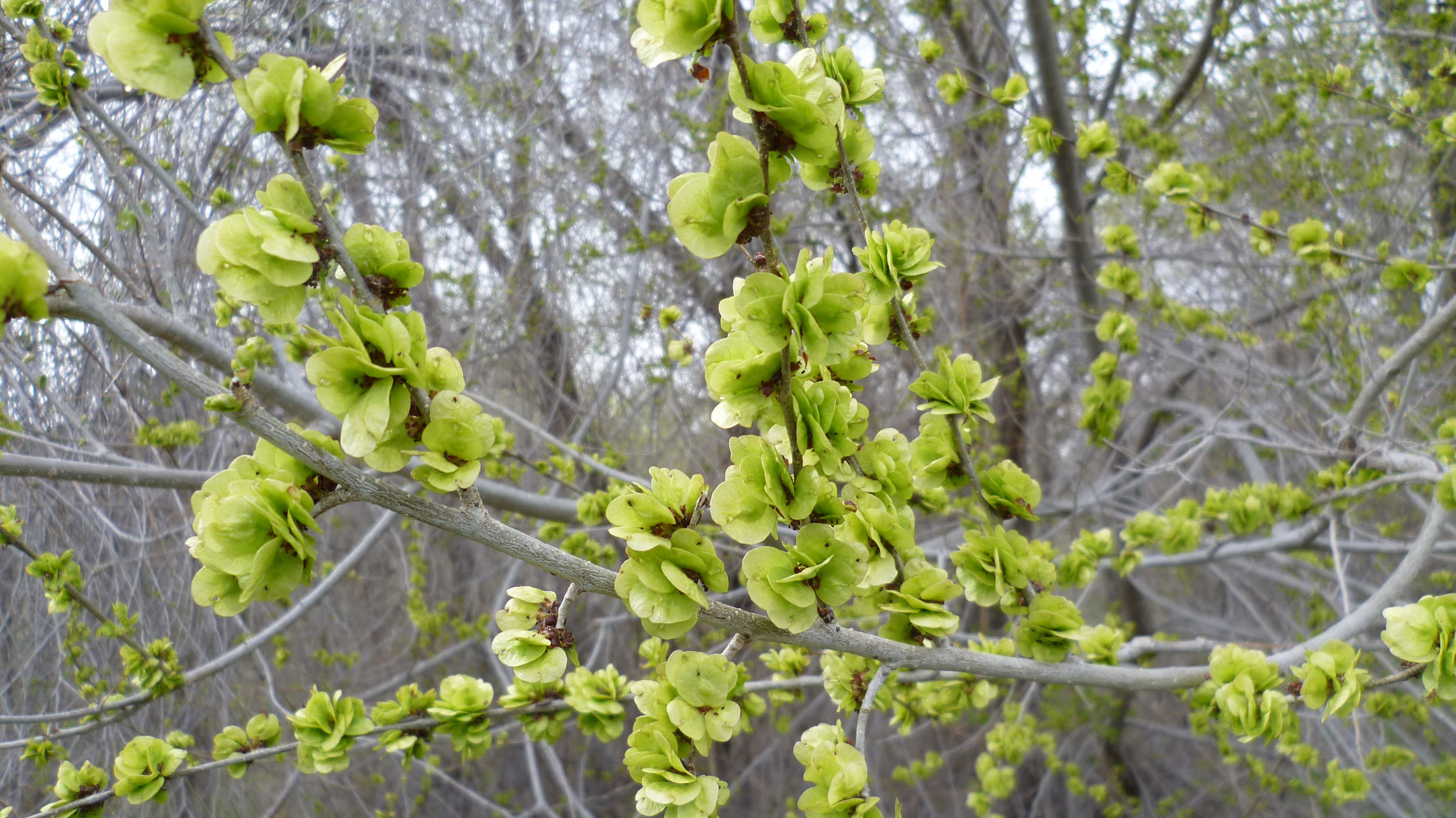
Fruits immatures.
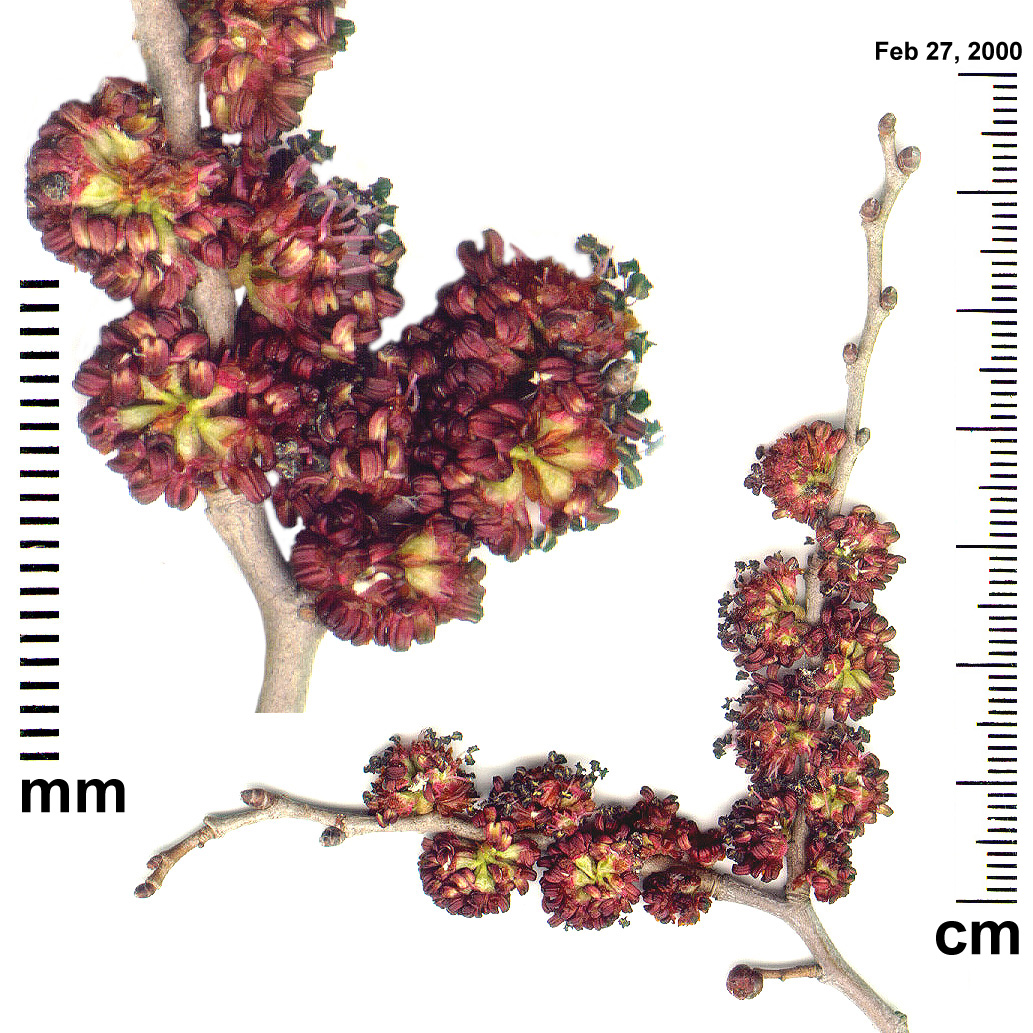
Fleurs.
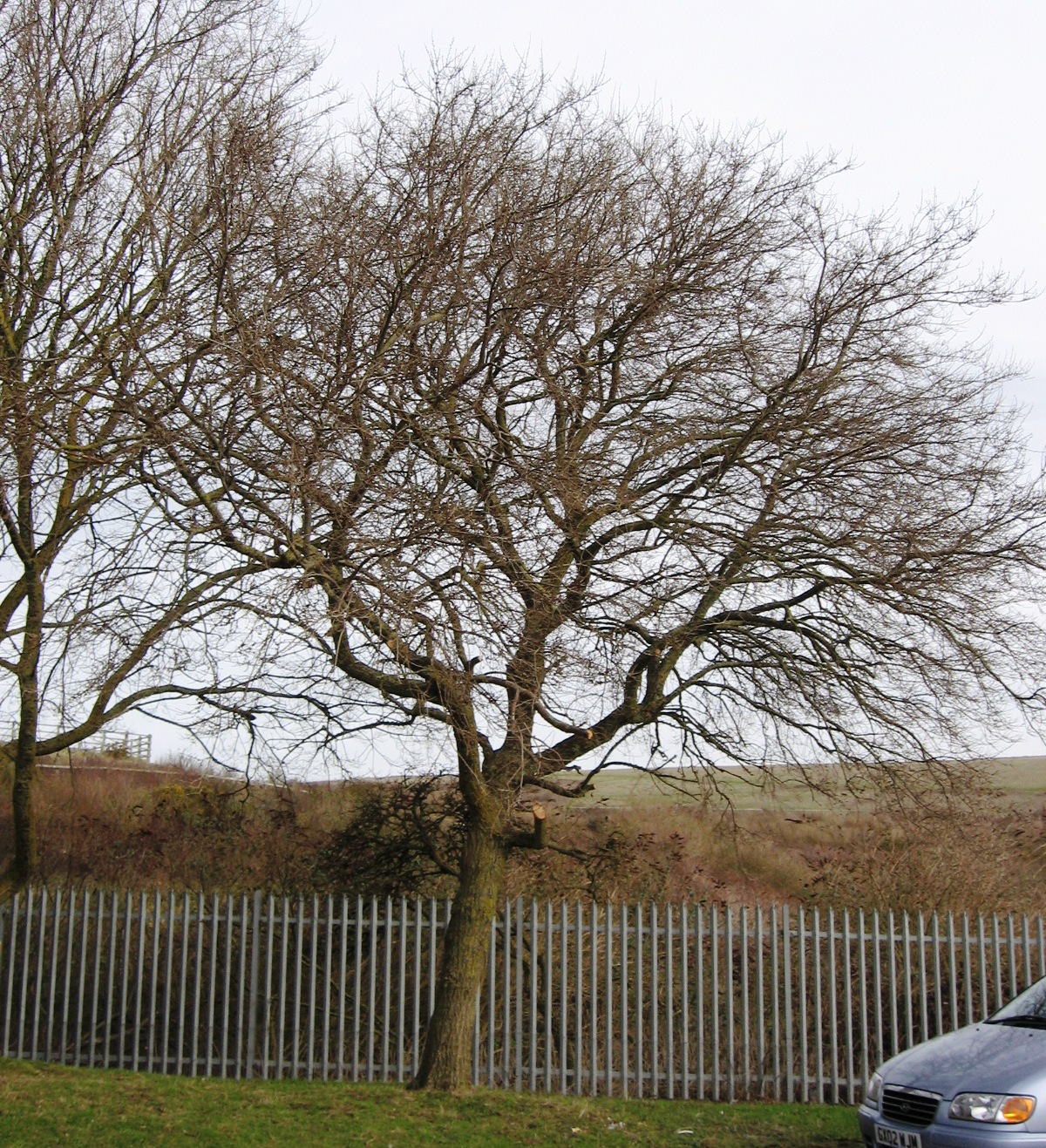
Arbre en dormance.

## Écologie

### Contraintes écologiques
L'espèce a un besoin élevé en lumière et ne tolère pas l'ombre ; avec une lumière adéquate, elle présente une croissance rapide. L'arbre est également assez intolérant aux conditions de sol humide, poussant mieux sur les sols bien drainés. Bien qu'il soit très résistant à la sécheresse et au froid intense, et capable de pousser sur des sols pauvres, sa courte période de dormance, une floraison précoce au printemps suivie d'une croissance continue jusqu'aux premières gelées d'automne, le rendent vulnérable aux dommages causés par le gel.

### Ravageurs et maladies
La résistance de l'arbre à la graphiose de l'orme varie considérablement ; par exemple, les arbres du nord-ouest et du nord-est de la Chine présentent une tolérance nettement plus élevée que ceux du centre et du sud de la Chine,. En outre, il est très sensible aux dommages causés par de nombreux insectes et parasites, notamment le coléoptère Xanthogaleruca luteola, la tenthrède en zigzag de l'Orme Aproceros leucopoda, la jaunisse de l'orme, l'oïdium, les chancres, les pucerons, les taches foliaires et, aux Pays-Bas, le champignon Nectria cinnabarina. U. pumila est le plus résistant de tous les ormes à la verticilliose.

### Caractère invasif et hybridation spontanée
En Amérique du Nord, Ulmus pumila est devenu une espèce envahissante dans une grande partie de la région allant du centre du Mexique vers le nord à travers l'est et le centre des États-Unis jusqu'à l'Ontario, au Canada Il s'hybride également à l'état sauvage avec l'espèce indigène Ulmus rubra (orme rouge) dans le centre des États-Unis, ce qui suscite des inquiétudes quant à la conservation de cette dernière espèce,. En Amérique du Sud, l'arbre s'est répandu dans une grande partie de la pampa argentine,.
En Europe, il s'est largement répandu en Espagne, et s'y hybride largement avec l'orme champêtre (Ulmus minor), ce qui contribue aux problèmes de conservation de cette dernière espèce. Des recherches étaient en cours au début des années 2010 sur l'étendue de l'hybridation avec Ulmus minor en Italie.
On trouve souvent l'Ulmus pumila en abondance le long des voies ferrées, dans les terrains abandonnés et sur les sols perturbés. Le gravier le long des lignes de chemin de fer offre des conditions idéales pour sa croissance : un sol bien drainé, pauvre en nutriments, et une forte luminosité ; ces sites constituent des couloirs qui facilitent sa propagation. En raison de ses exigences élevées en matière d'ensoleillement, Ulmus pumila envahit rarement les forêts matures, et constitue principalement un problème dans les villes, les zones ouvertes,, et le long des couloirs de transport.
L'espèce est désormais répertoriée au Japon comme une espèce exotique établie et présente à l'état sauvage au Japon.

## Culture
U. pumila a été introduit en Espagne comme plante ornementale, probablement sous le règne de Philippe II (1556-98), et à partir des années 1930 en Italie. Dans ces pays, il s'est naturellement hybridé avec l'orme champêtre (U. minor). En Italie, il a été largement utilisé en viticulture, notamment dans la vallée du Pô, pour soutenir les vignes jusqu'aux années 1950, la mécanisation l'ayant ensuite rendu inadapté.
Trois spécimens d'Ulmus pumilla ont été fournis par la pépinière Späth de Berlin au Jardin botanique royal d'Édimbourg en 1902.
Aux États-Unis il aurait été introduit en 1905 par le professeur John George Jack, et plus tard par Frank Nicholas Meyer. L'arbre a été sélectionné pour être planté dans des brise-vent à la suite des catastrophes du Dust bowl, sa croissance rapide et sa tolérance à la sécheresse et au froid lui ont valu un grand succès. Cependant, l'espèce s'est ensuite révélée sensible à de nombreuses maladies.
Ulmus pumila est peu propice à être utilisé comme arbre ornemental, sa longévité est faible, son bois fragile, sa couronne n'est pas élégante et une mauvaise forme de couronne, mais il a néanmoins bénéficié d'une certaine popularité en raison de sa croissance rapide et de l'ombre qu'il procure. Aux États-Unis, dans les années 1950, l'arbre a souvent remplacé le troène dans les haies, on le trouve maintenant couramment dans presque tous les États.